# Empidonax
Empidonax – rodzaj ptaków z podrodziny wodopławików (Fluvicolinae) w rodzinie tyrankowatych (Tyrannidae).

## Zasięg występowania
Rodzaj obejmuje gatunki występujące w Ameryce.

## Morfologia
Długość ciała 11,5–17 cm; masa ciała 7,7–16,4 g.

## Systematyka

### Etymologia
Empidonax: gr. εμπις empis, εμπιδος empidos „komar, moskit”; αναξ anax, ανακτος anaktos „władca, pan”.

### Podział systematyczny
Do rodzaju należą następujące gatunki:
- Empidonax virescens (Vieillot, 1818) – empidonka grądowa
- Empidonax albigularis P.L. Sclater & Salvin, 1859 – empidonka białogardła
- Empidonax alnorum Brewster, 1895 – empidonka olchowa
- Empidonax traillii (Audubon, 1828) – empidonka wierzbowa
- Empidonax flaviventris (W.M. Baird & S.F. Baird, 1843) – empidonka żółtobrzucha
- Empidonax flavescens Lawrence, 1865 – empidonka żółtawa
- Empidonax difficilis S.F. Baird, 1858 – empidonka stokowa
- Empidonax minimus (W.M. Baird & S.F. Baird, 1843) – empidonka mała
- Empidonax wrightii S.F. Baird, 1858 – empidonka zielna
- Empidonax atriceps Salvin, 1870 – empidonka czarnogłowa
- Empidonax fulvifrons (Giraud, 1841) – empidonka płowa
- Empidonax hammondii (Xántus de Vesey, 1858) – empidonka jodłowa
- Empidonax affinis (Swainson, 1827) – empidonka sosnowa
- Empidonax oberholseri A.R. Phillips, 1939 – empidonka ciemna